# Baerendorf
Baeredorf là một xã thuộc tỉnh Bas-Rhin trong vùng Grand Est đông bắc Pháp.

## Dân số
| Năm | 1962 | 1968 | 1975 | 1982 | 1990 | 1999 | 2006 |
| --- | ---- | ---- | ---- | ---- | ---- | ---- | ---- |
| Dân số | 310  | 318  | 313  | 294  | 295  | 305  | 306  |
| From the year 1962 on: No double counting—residents of multiple communes (e.g. students and military personnel) are counted only once. |      |      |      |      |      |      |      |